# Héraklés

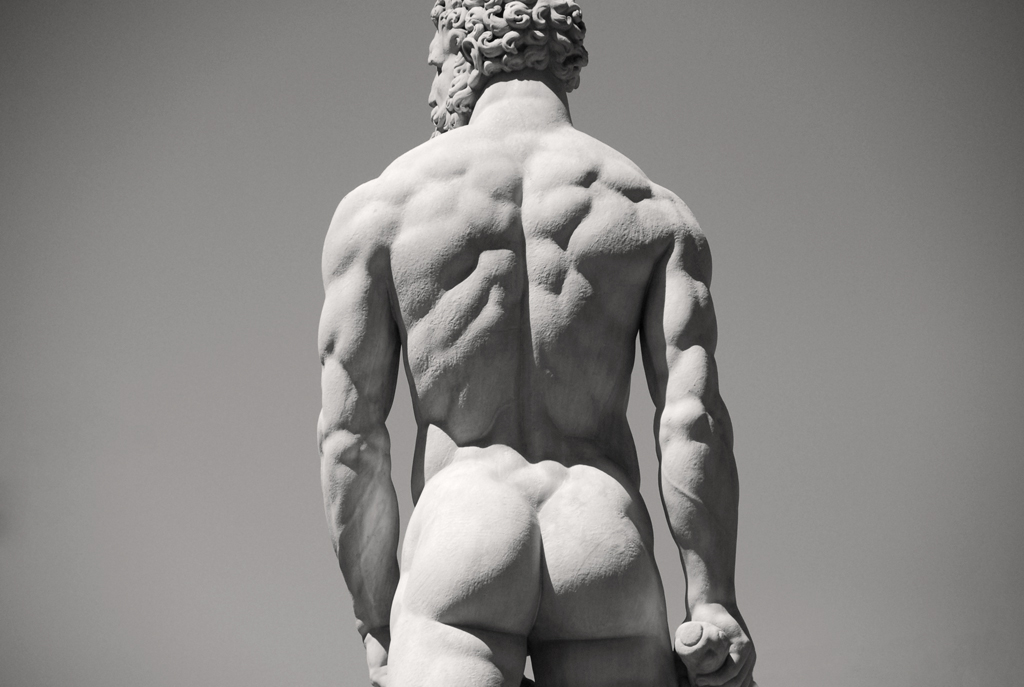
Socha Hérakla od Baccia Bandinelliho z let 1530–1534

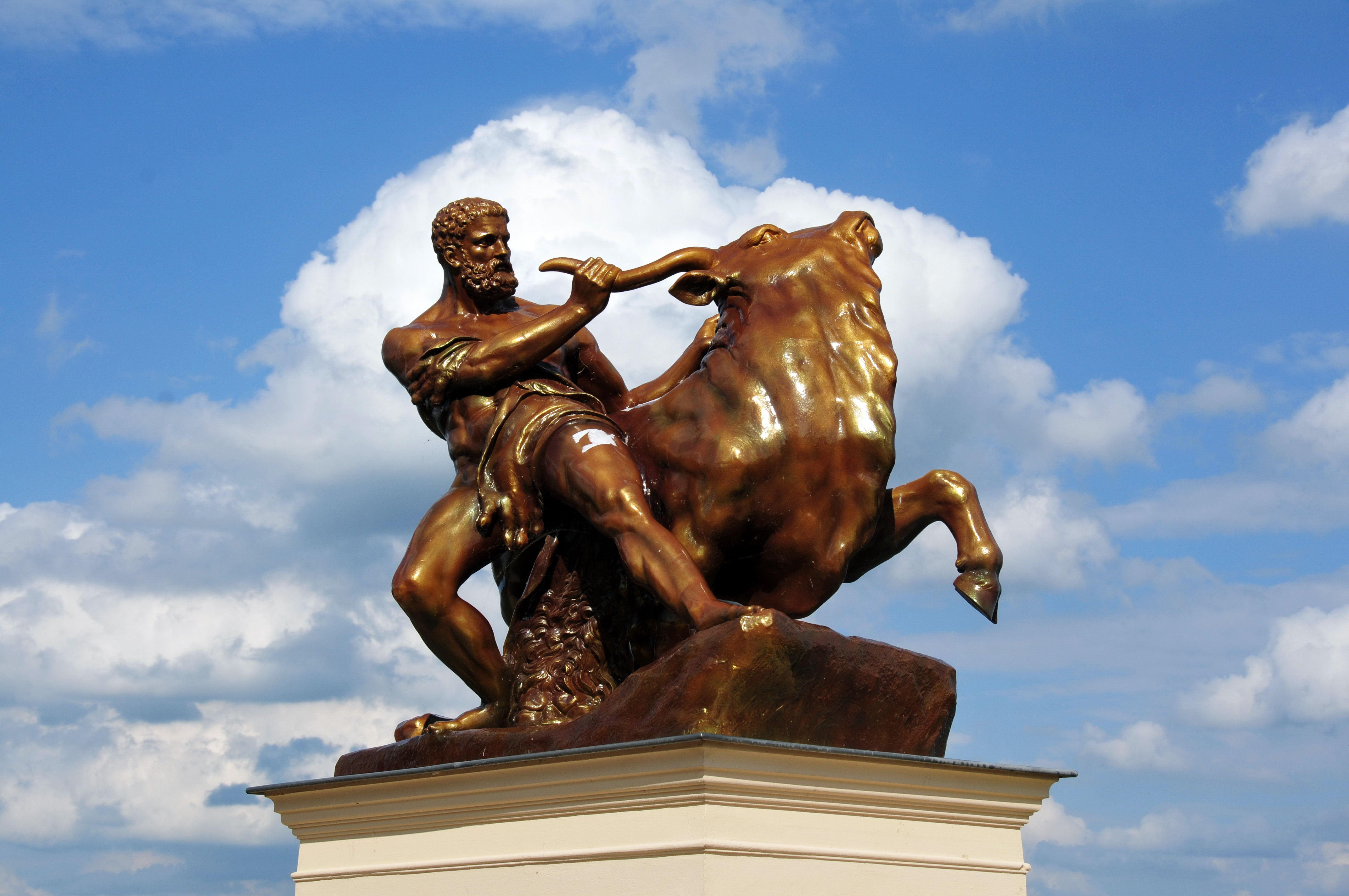

Héraklés (řecky Ἡρακλῆς, latinsky Heracles, Hercules) je v řecké mytologii syn Diův a Alkménin, nevlastní syn Amfitryóna a potomek Perseův, nejslavnější hrdina, který jako jediný dostal nesmrtelnost a stal se bohem. Je obdařen nadlidskou silou, odvahou i důvtipem a je vzorem pro hrdinu a muže. Měl také mnoho smrtelných potomků, z nichž někteří byli známi jako Héráklovci.
Stal se bohem síly, píle, vytrvalosti aj. Za manželku má bohyni Hébé, se kterou má dva syny Anikéta a Alexiara. Zúčastnil se výpravy Argonautů.

## Narození a dětství
Bohyně Héra, která žárlivě střežila každý Diův krok a jeho milenkám i nemanželským potomkům připravovala mnohé strázně a komplikace, Héraklův osud s chutí a záští řádně promíchala.
Ještě před jeho narozením se stalo to, co často předtím i potom – její manžel, nejvyšší bůh Zeus, se zamiloval do krásné Alkmény, dcery mykénského krále Élektryóna a spojil se s ní, když na sebe vzal podobu jejího manžela, tírynthského krále Amfitryóna. Ta po příslušné době porodila hned dva syny – Diova syna Hérakla a hned po něm Ífikla, který byl synem Amfitryóna.
Těsně před jejich narozením však nejvyšší bůh Zeus v radě bohů hrdě prohlásil, že „právě dnes spatří světlo světa největší hrdina“. To ovšem neušlo Héře a rozhodla se manželovi pomstít. Lstí vymámila z Dia přísahu, že kdo se toho dne narodí, bude vládnout všem mužům z Diova rodu. A Zeus odpřisáhl. Héra bez prodlení zařídila, aby se Sthenelově manželce Nikippě týž den narodil syn, i když měl ještě dva měsíce času. Naopak Alkménin porod pozdržela. A tak se stalo, že se narodil Sthenelův syn Eurystheus a teprve po něm Diův potomek Héraklés. A přesně podle Diovy přísahy stal se Héraklés služebníkem Eurystheovým, a ani sám nejvyšší bůh s tím nic nemohl udělat.

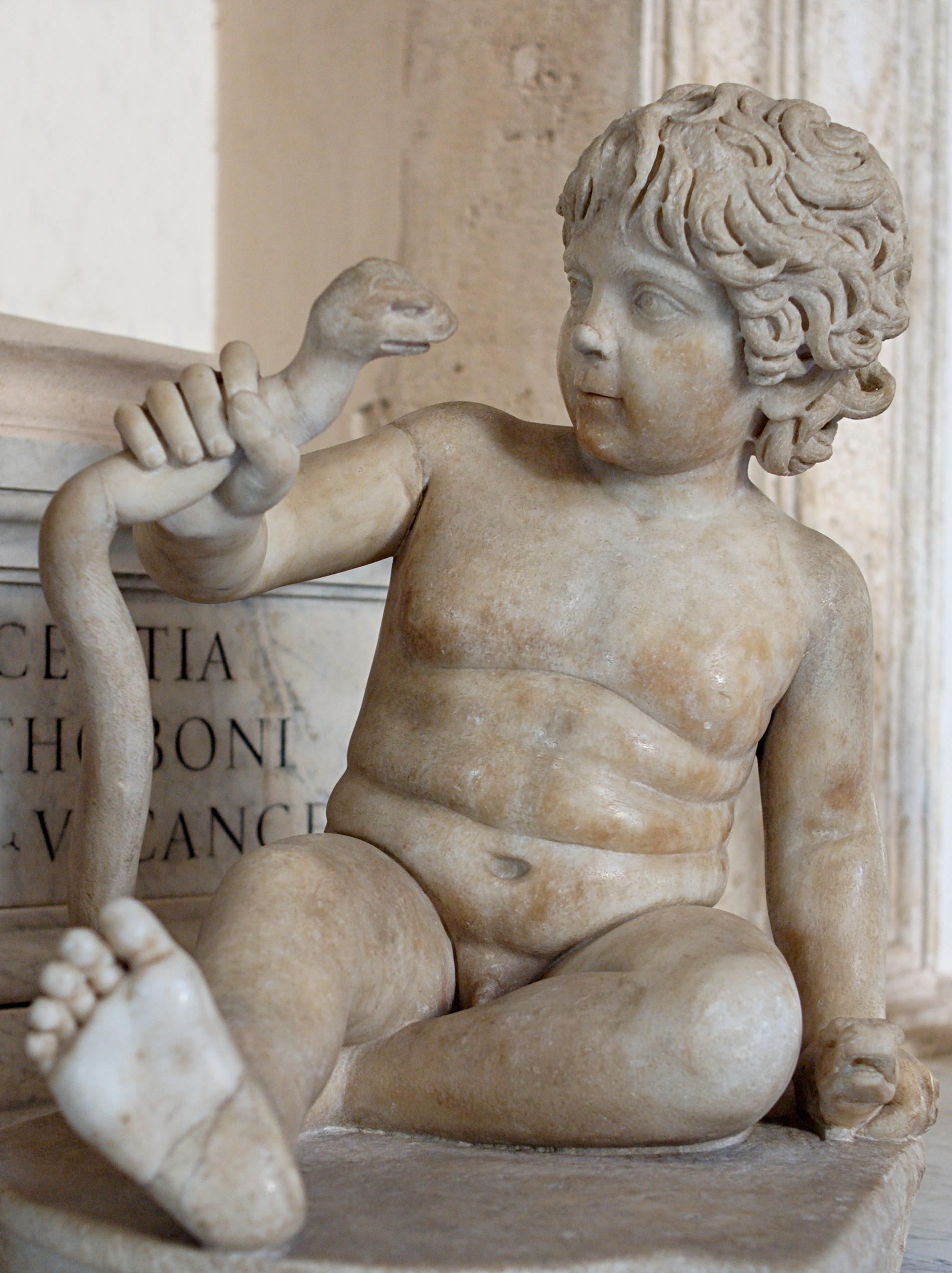
Héraklés coby dítě škrtí Hérou seslaného hada

### Nesmrtelnost
Když se Héraklés narodil, dostal jméno Alkeidés neboli Alkaios a teprve později Héraklés, což znamená „skrze Héru slavným“. Stalo se totiž, že lstí se dítě dostalo do náruče bohyně Héry a k jejímu prsu: Jakmile se od ní napil, získal nesmrtelnost. Héra se rozzlobila a hned téhož dne na něj poslala dva hady: Zatímco jeho bratr Ífiklés strachy křičel, Héraklés je uškrtil, po jednom hadovi v každé ruce.

### Dospívání na venkově
Jako malý chlapec se učil všemu, co má umět dospělý muž – řídit vůz, šermovat a zacházet se všemi zbraněmi, boxovat, střílet lukem, učil se taktice a strategii, ale také zpěvu a hudbě. A měl ty nejlepší učitele. Héraklés byl silný a prchlivý, takže když ho učitel hry na lyru Linos několikrát opravil, udeřil ho Héraklés lyrou do hlavy tak, že ho zabil. Za to ho nevlastní otec Amfitryón raději poslal na venkov ke stádům a tam pobyl až do svých osmnácti let.
Všechny své vrstevníky převyšoval postavou, silou a odvahou. Na venkově se mladý Héraklés proslavil tím, že zabil kithairónského lva, který pustošil tamní stáda. Sám lva vystopoval a zabil ho kyjem, oblékl se do jeho kůže a místo přilby nosil jeho rozevřené čelisti.
Toto se stalo v zemi za vlády krále Thespia. Král měl padesát dcer a každý večer posílal do Héraklovy ložnice jednu z nich, aby zplodily Héraklovy potomky, silné a statečné. Skutečně, po čase se král těšil z padesáti dvou vnoučat: dvě z dcer totiž porodily dvojčata, jedna z nich se jmenovala Prokris.

## Megara
Když se vracel do rodných Théb, potkal Héraklés výběrčí daní orchomenského krále Ergína. Ti šli do Théb pro sto volů, které Thébané museli po své prohrané válce odevzdávat každý rok. Výběrčí se na Hérakla povyšovali a uráželi ho, takže se rozzlobil, uřezal jim uši a nosy, svázal jim ruce a poslal je domů. Thébané ho přivítali s nadšením, jenomže jemu v patách táhl král Ergínos s velkou armádou. Héraklés se postavil do čela obránců města, útočníky odrazil a donutil je vrátit Thébám dvojnásobek vybraných daní. Thébský král Kreón dal Héraklovi svou dceru Megaru a půl království. Héraklés se v Thébách usadil a stal se otcem tří synů.

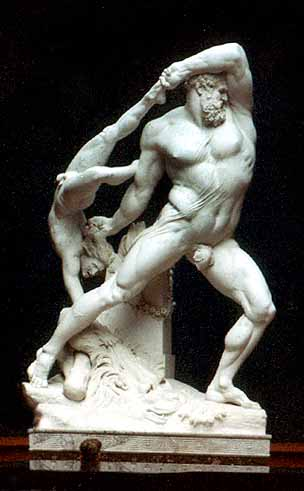
Hérakles a Lichás, autor: Antonio Canova

### Vraždění a trest
Ten poklidný spokojený život nemohla vidět Héra. Poslala na něj šílenství, v němž pobil Héraklés své tři a Ífiklovy dvě děti, a potom mu zase vrátila rozum. Z tohoto třeštění se zachránil Héraklův synovec Ioláos, který byl také napaden, ale podařilo se mu prchnout. Později se všech akcí zúčastnil s hrdinou jako vozataj nebo štítonoš.

## Dvanáct úkolů
Héraklés odešel do Delf, aby skrze věštbu zjistil, jak se má od strašného zločinu očistit. Dozvěděl se, že má odejít ke králi Eurystheovi a vykonat deset uložených prací. Héraklés odešel do Argu a usadil se nedaleko Mykén na otcovském hradě Tírynthu. Odtud se hlásil o svých deset úkolů. Eurystheus se tolik bál, že své rozkazy vzkazoval přes svého hlasatele Koprea. Vymýšlel je ale s velkou odvahou. Zároveň s velkou chutí Hérakla urážel a ponižoval.
Úkolů mělo být původně jen deset, nicméně král Eurystheus dva neuznal, a to odpravení hydry, při němž měl pomocníka, a vyčištění Augiášových chlévů, za něž si "nechal zaplatit". Héraklés se mu za úkoly navíc později pomstil: Dobyl jeho zemi a zabil ho.
Než se Héraklés pustil do určených prací, dostal vzácné dary od bohů: Hermés mu daroval meč, Apollón luk a šípy, Héfaistos zlatý hrudní krunýř a Athéna roucho. Dva poslední spolu soutěžili, kdo prospěje nejvíc. Dále mu Poseidón daroval koňské spřežení, Zeus neprorazitelný štít. Přesto prý Héraklés spoléhal více na svůj kyj, luk a šípy.

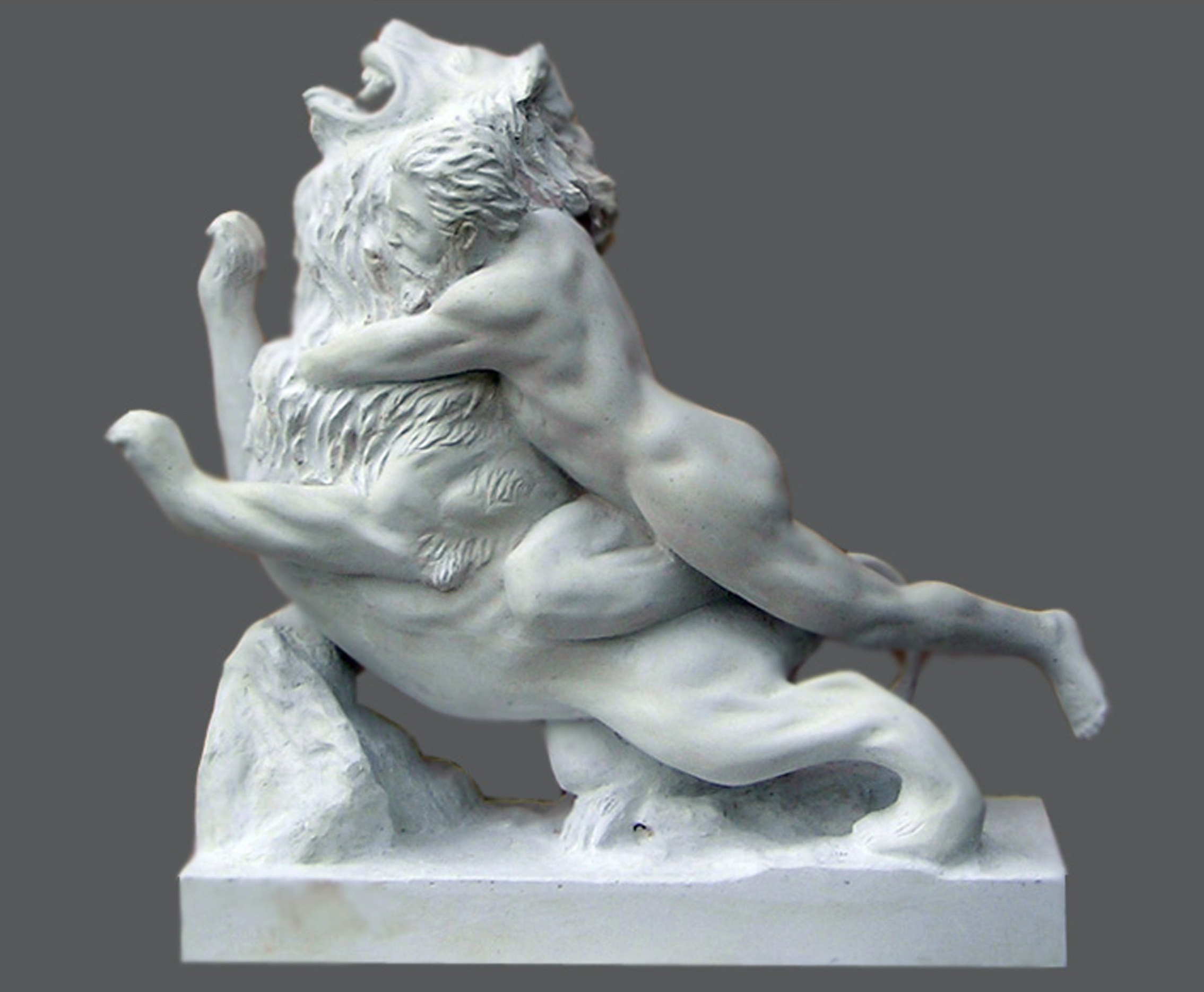
Héraklés dusící nemejského lva

### 1. Zabít nemejského lva
Bylo to obrovské zvíře s neprorazitelnou kůží. Když dorazil Héraklés do Nemeie, nenašel nikoho, kdo by mu ukázal cestu nebo stopy. Nemejský lev vyhubil nebo zahnal všechny lidi z okolí. Héraklés dlouho pátral v lesích i kopcích, až narazil na stopu. Vystřelil na lva šípy, ale ty se jenom odrazily od kožichu a neublížily. Vzal na lva meč, ale ten se ohnul. Pak se rozmáchl svým kyjem, trefil lva do čenichu a ten zalezl do jeskyně se dvěma vchody. Héraklés uzavřel jeden vchod, druhým do jeskyně vstoupil, chytil lva za hlavu a tak ho svíral, až se lev udusil. Mršinu poté přinesl do Mykén. Úkol mu zabral třicet dní a přišel prý při něm o jeden prst. Eurystheus udivený a vyděšený mu provždy zakázal vstup do města, výsledky svých úkolů měl Héraklés předvádět před branami. Eurystheus si nechal zhotovit mosaznou nádobu, tu zahrabali do země a král se do ní před příchodem Hérakla ukrýval.

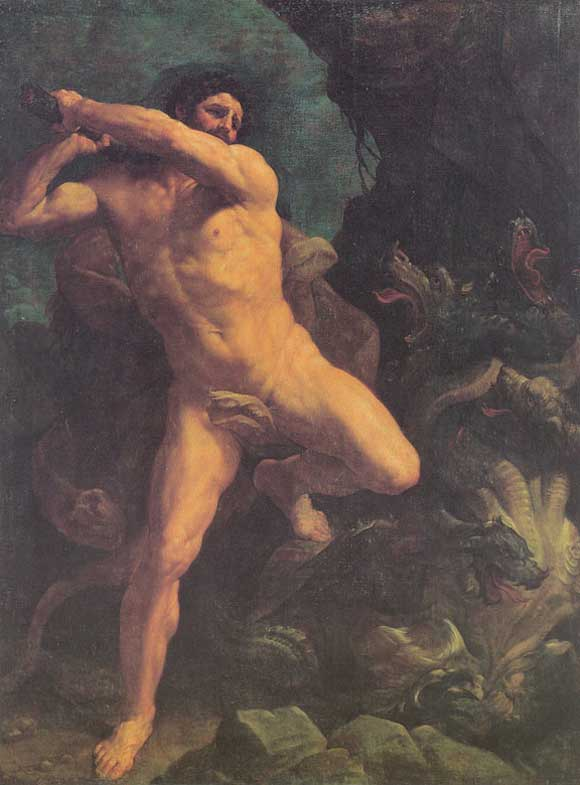
Héraklés ubíjející lernskou hydru

### 2. Zabít lernskou hydru
Hydra žila v doupěti a řádila v hluboké bažině. Byla příšerná – hadí tělo a několik (tři až devět) hadích hlav, z nichž jedna byla nesmrtelná. Její jed dokázal zabít prakticky cokoliv i při nepatrné dávce. Jako pomocníka měla obrovského kraba, a tak si Héraklés vzal jako pomocníka syna svého přítele, Ioláa. Bohyně Pallas Athéna přivedla Hérakla k doupěti a poradila mu střílet na příšeru hořícími šípy. Tak donutil Hydru vylézt. Pak se ji pokoušel chytit, rozbíjel jí hlavy kyjem, ale z každé rozbité vyrostly dvě nové. Na pomoc Hydře přilezl z bažiny obrovský krab, který Hérakla štípal do nohou. Héraklés povolal na pomoc Ioláa, ten zapálil z jedné strany les, upaloval Hydře hlavy a poté už nové nerostly. Pak usekl Héraklés i nesmrtelnou hlavu, zahrabal ji do hlíny a zatížil kamenem. Nakonec si v jedu namočil hroty šípů, které později způsobovaly smrtelná zranění. Eurystheus mu odmítl uznat splnění úkolu, protože Ioláos mu podával louče.

### 3. Chytit kerynejskou laň se zlatými parohy
Těch laní bylo pět, byly rychlé, měly mosazná kopýtka a zlaté paroží. Přitom laním řeckých jelenů paroží neroste, jen samcům. Kdysi bohyně Artemis čtyři z nich sama odchytila a zapřáhla je do svého vozu. Poslední volná laň z Keryneii prý pustošila pole.
Héraklés chtěl laň chytit, aniž by použil násilí nebo ji poranil. Stopoval ji neúnavně po celý rok, prošel daleké kraje. Nakonec ji dostihl celou vyčerpanou, vystřelil na ni šíp, kterým jí probodl čistě obě přední nohy. Pak teprve ji chytil a nesl ji na ramenou až do Mykén. Bohyni Artemis se omluvil a vinu za lov laně shodil na Eurysthea, jehož úmyslem bylo poštvat bohyni proti Héraklovi.

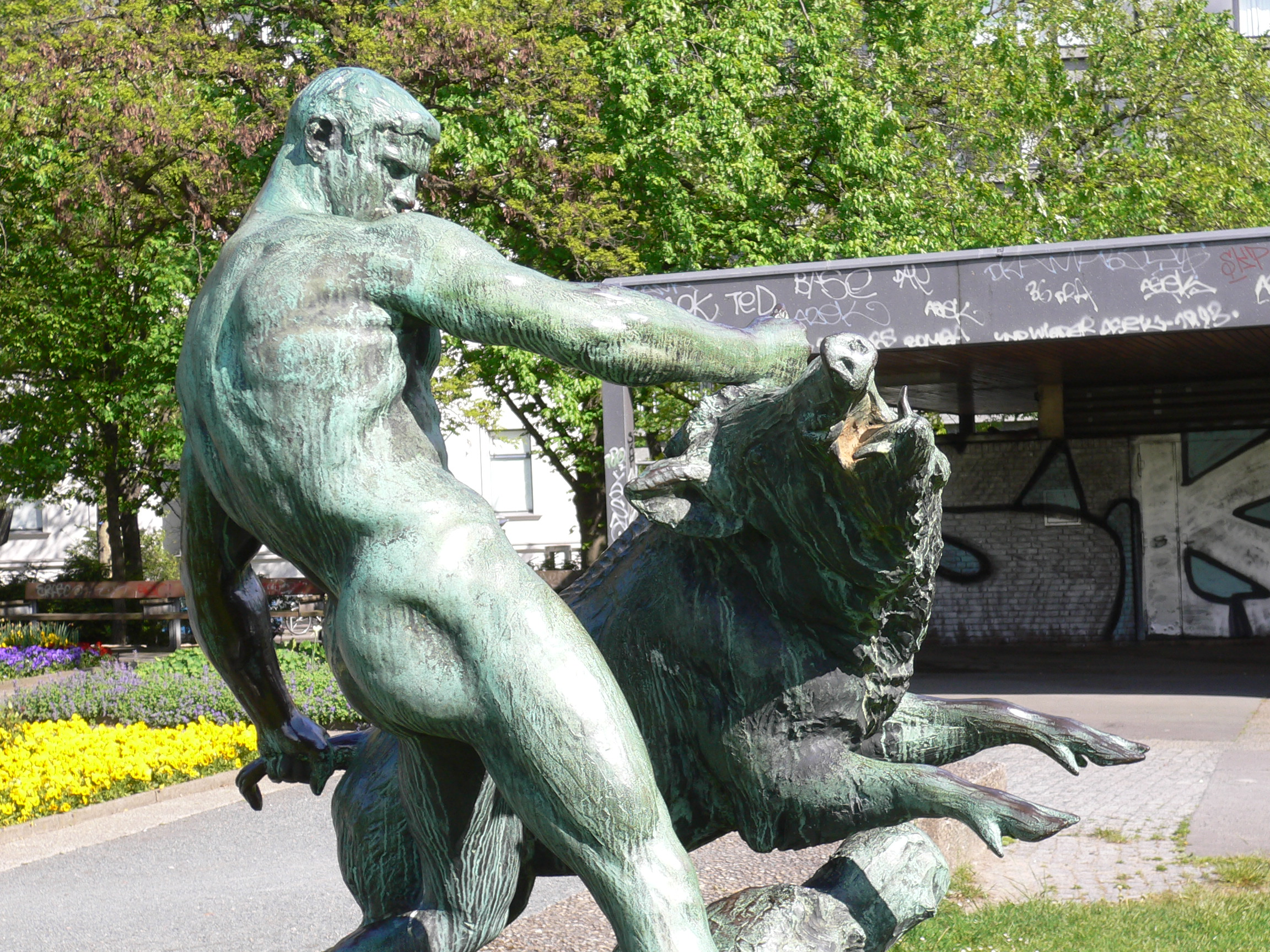
Héraklés zápolící s erymanthským kancem

### 4. Chytit erymanthského kance
Obrovské zvíře pustošilo široký kraj a děsilo vše živé. Héraklés ho měl donést živého.
Cestou se zastavil u Kentaurů a několik jich tehdy zabil. A nešťastnou náhodou trefil otráveným šípem i Cheiróna, kterému nebylo pomoci. Přál si zemřít, ale nemohl, protože byl nesmrtelný. Později si s ním svůj osud smrtelníka vyměnil hrdina Prométheus a Cheirón se dostal na oblohu do souhvězdí Kentaura.
Poté se Héraklés vydal za kancem. Hlasitým pokřikem ho vyhnal z houští, zahnal ho do hluboké závěje, skočil mu na záda a spoutal ho řetězy. Poté ho živého na ramenou odnesl do Mykén. Shodil ho u tržiště, zatímco Eurystheus byl schovaný v sudu.
Na nové úkoly Héraklés nečekal, protože se právě shromažďovali Argonauti na svou plavbu do Kolchidy: připojil se k nim.

### 5. Vyčistit Augiášovy chlévy
Král Augeiás měl taková stáda dobytka, která z něj udělala nejbohatšího muže na světě. Navíc bohové zařídili, že stáda byla plodná a odolná vůči všem nemocem. Stáje, ohrady a dokonce přilehlá pole byla vrchovatě zanesena hnojem, který se léta nevyvážel. Když Eurystheus tento úkol zadával, představoval si Hérakla, jak roky ručně čistí chlévy. Ale Héraklés obhlédl situaci a prohlásil, že když mu Augeiás dá desetinu stád, bude večer práce hotová. Ten se zasmál a kývl. Nato Héraklés prorazil na dvou místech ohrady, změnil tok dvou blízkých řek Alfeios a Péneios a jejich proud se prohnal ohradami, stájemi a okolními poli. A práce byla večer hotova. Augeiás se začal vytáčet a dohadovat, že úkol byl zadaný Eurystheem, a potom ještě zapíral, že by desetinu stád slíbil. Zasedl soud, v něm Augeiův syn Fýleus dával za pravdu Héraklovi a Augeiás je oba vyhnal ze země. A co víc – Eurystheus práci neuznal, protože prý si Augeias Hérakla najal.

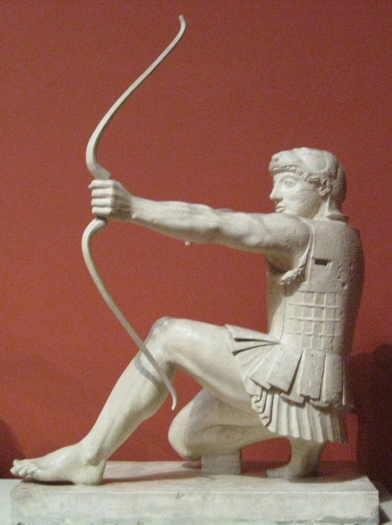
Héraklés sestřelující stymfálské ptáky

### 6. Zahnat stymfálské ptáky
Byli to velcí ptáci jako jeřábi nebo ibisové, ale měli mosazné zobáky, pařáty a křídla. Jsou zasvěcení bohu války Areovi. Žili nad stymfálskou bažinou, ve velkých hejnech vzlétali do vzduchu a zabíjeli lidi a zvířata tím, že nechali padat mosazné peří, a zároveň vylučovali jedovatý trus, který ničil porosty. Když Héraklés přišel plnit úkol, viděl, že z bažiny zaútočit nelze, protože člověka neunese a člun se na ni nedá spustit. Pomohla mu Athéna – dala mu kovová chrastítka a Héraklés stál na výběžku hory nebo vysoko na stromě a dělal tak hrozný hluk, že ptáci šílení hrůzou odlétali do dálek až k Černému moři. O tom je zmínka v příbězích Argonautů.

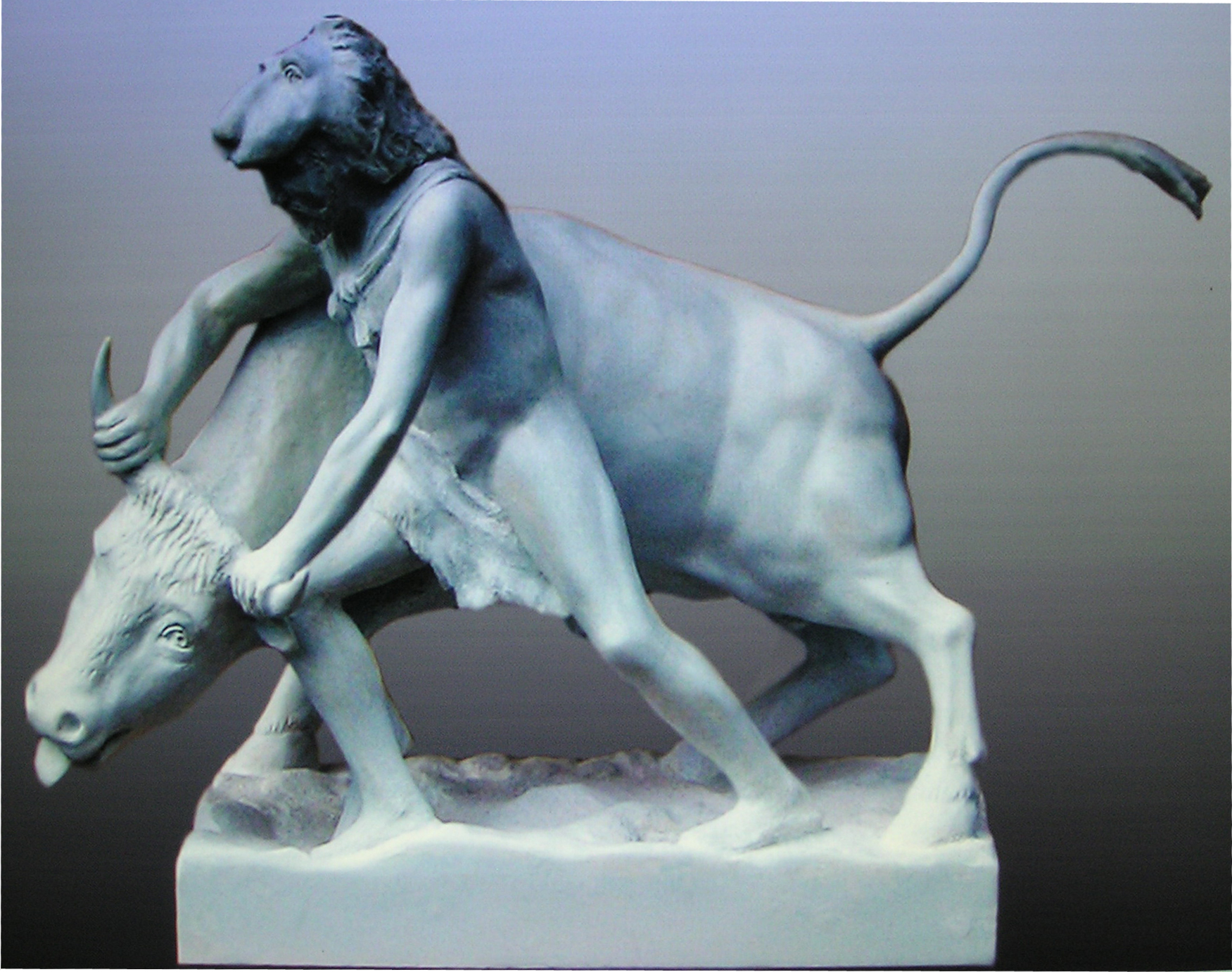
Héraklés krotící divokého krétského býka

### 7. Přivést krétského divokého býka
Divoký býk byl dar boha moří Poseidóna krétskému králi Mínóovi, ovšem s podmínkou, že Mínós ho musí bohu obětovat. Mínós obětoval jiného býka a Poseidón za trest seslal na býka zuřivost, při níž býk pobíhal po ostrově a všechno ničil. Héraklés ho holýma rukama chytil a v dlouhém zápase zkrotil tak, že ho mohl přivést do Mykén. Eurystheus býka nejprve věnoval Héře, pak ho pustil na svobodu. Když býk později pustošil krajinu až v okolí Athén, zabil ho Théseus.

### 8. Přihnat Diomédovy lidožravé koně
Diomédes byl thrácký král, vládl bojovným Bistonům. Jeho stáje byly postrachem celé země. Koně (kobyly – podle jiné verze hřebci) měli jména Podargos, Lamón, Xanthos a Deinos. Byli přikováni železnými řetězy k bronzovým žlabům a král je krmil masem svých hostů. Héraklés se cestou do Thrákie stavil u svého přítele, ferského krále Adméta a jeho manželky Alkéstis, kterou zachránil ze spárů smrti. Když poté dorazil do cíle, přemohl čeledíny, koně zahnal k moři a nechal je hlídat svým přítelem Abdérem. Pak spěchal odrazit útok Dioméda. To se mu podařilo, avšak přítele Abdéra divocí koně mezitím roztrhali. Sklíčený žalem přihnal koně do Mykén a Eurystheus je pustil na svobodu. Později pak byli nalezeni rozsápaní divokou zvěří.

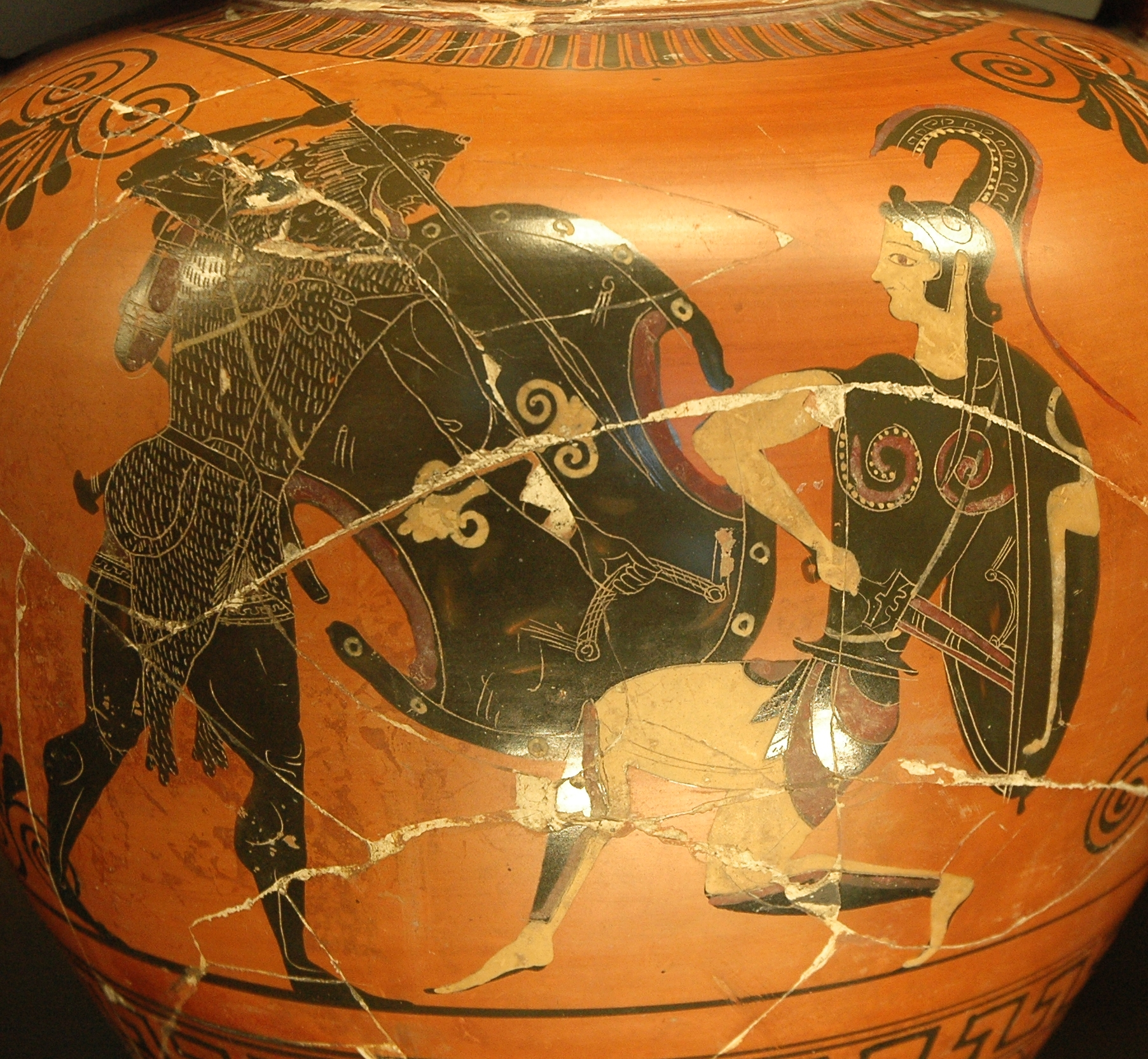
Héraklés bojující proti Amazonkám, přibližně 530–520 př. n. l.

### 9. Přinést pás královny Amazonek
Dcera krále Eurysthea zatoužila po zlatém pásu, který bůh Áres daroval královně Amazonek Hippolytě. Byl to tedy devátý Héraklův úkol. Vzal s sebou oddíl věrných přátel, což se hodilo, protože cestou v zemi krále Lyka zaútočili na království divocí Bebrykové a Héraklés je porazil. Za to mu byl Lykos vděčný a Héraklés si získal takovou slávu, že královna Hippolyta mu vyšla vstříc a chtěla mu dobrovolně svůj pás věnovat. Jenže Héřiny intriky rozšířily pomluvu, že Héraklés chce královnu zabít. Amazonky uvěřily, napadly Héraklovu skupinu, došlo k boji a v něm mnoho Amazonek přišlo o život, mnoho padlo do zajetí. Mezi nimi také Antiopa, kterou si vzal později za ženu Théseus. 
Na zpáteční cestě od Amazonek se Héraklés zastavil v Tróji, kde zachránil tamní princeznu Hésionu před mořskou obludou tím, že vskočil příšeře do chřtánu, rozřezal její vnitřnosti a vysekal se z břicha na denní světlo.
Po návratu odevzdal Héraklés králi Eurystheovi královnin pás a ten jej údajně věnoval chrámu bohyně Héry v Argu.

### 10. Přihnat dobytek obra Géryona
Další úkol byl přihnat nádherná velká stáda dobytka, která vlastnil Géryonés, obr s třemi těly. Jeho ostrov Eritheia ležel daleko na západě, kde země končila, tam Héraklés prorazil úzkou šíji a postavil u ní dva sloupy zvané „Héraklovy sloupy“. Když ho pálilo právě zapadající slunce, vystřelil šíp na sluneční vůz boha Hélia a bůh se nerozzlobil, ale pomohl Héraklovi přeplout na ostrov. Tam se na něho vrhl pes Orthos a hlídač obr Eurytión. Oba byli za chvíli zabiti a potom i Géryonés. Daleká cesta domů byla také plná útrap, Héraklés se musel vypořádat se silákem Erykem, protože mu ukradl krávu, potom přemoci obra Káka, rovněž zloděje. Když už se zdálo, že cesta není daleká, seslala Héra zuřivost na dobytek, ten se rozeběhl a Héraklés měl plné ruce práce, aby stádo sehnal dohromady. Když je šťastný předával Eurystheovi, ten stáda obratem věnoval bohyni Héře.

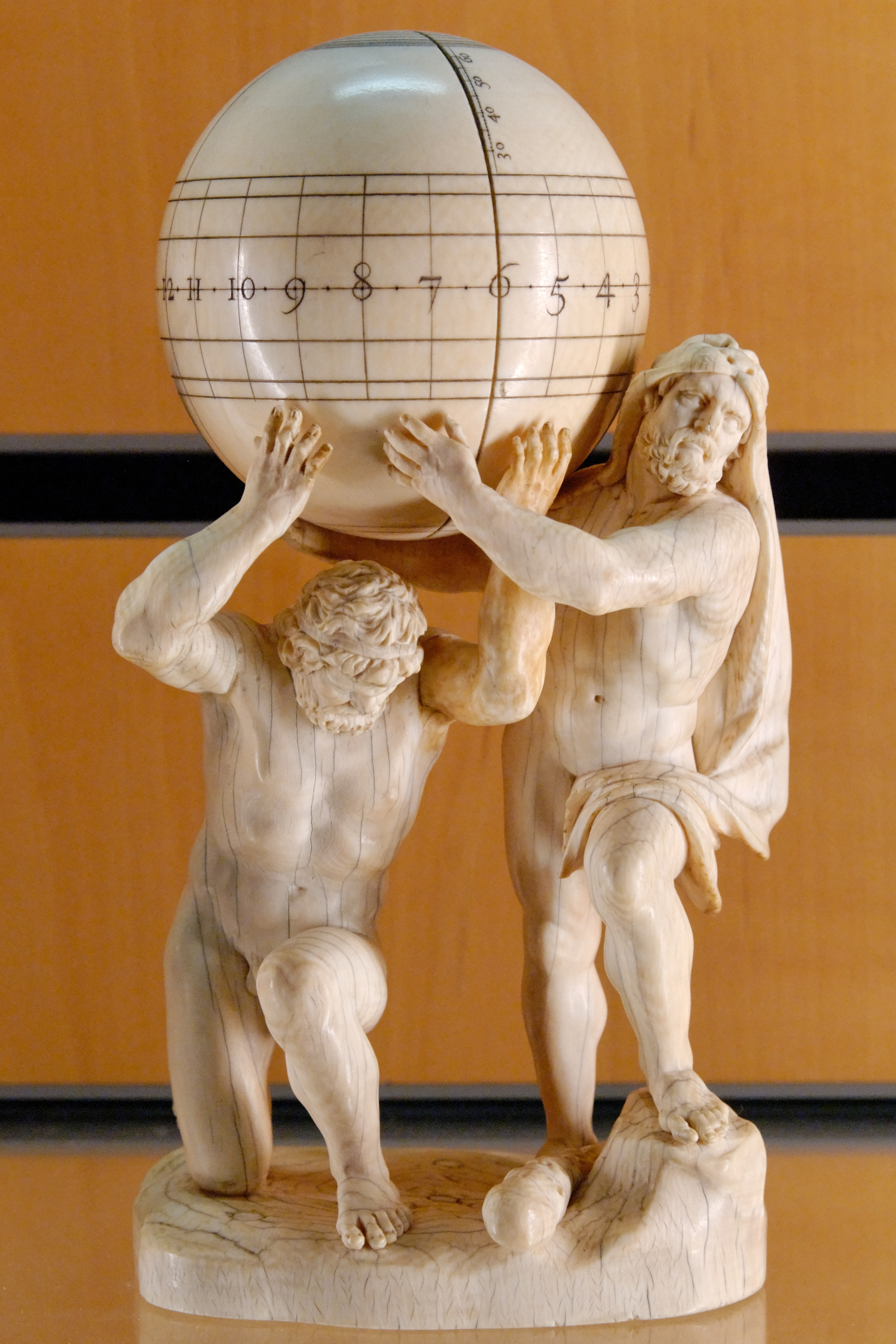
Héraklés přebírající nebeskou klenbu od Atlanta

### 11. Přinést tři zlatá jablka ze zahrad Hesperidek
Poté, co Héraklés za osm let a jeden měsíc splnil deset předešlých úkolů, vydal se hledat zahradu Hesperidek, kterou tyto ženy (zvané též Hesperovny) opatrovaly bohyni Héře. Byly to dcery Titána Atlanta.
Vzácnou zlatou jabloň střežil neúnavně bdělý drak Ládón, obtočený kolem stromu. Héraklés vyrazil na cestu, ale netušil, kde se božská zahrada nachází. Na zamýšlenou trasu, která by ho dovedla k cíli, se však nemohl nikoho doptat. Dlouho putoval mnoha zeměmi, až mu nymfy poradily vyhledat mořského boha Nérea, u něhož skutečně obdržel rady, kam směřovat další pouť a jak si jablka přivlastnit.
Brzy nato dorazil k Atlantovi, jehož požádal, aby mu jablka sám donesl, a nabídl se za něj podržet nebeskou klenbu. A tak se i stalo. Nejdříve ze všeho ale šípem zastřelil hrozného draka Ládóna. Netrvalo dlouho a Atlás se vrátil s jablky. Navrhl, že je donese Eurystheovi sám. Héraklés se však nenechal přelstít. Naoko sice souhlasil, jenom co si prý lépe podloží rameno, aby ho břemeno netlačilo. Vrátil tak klenbu na Atlantova ramena, vzal jablka a rychle se vzdálil. Když je po několika měsících předával králi, tak mu je vladař vrátil zpět. Héraklés je následně podal Athéně a ta je odevzdala nymfám, čímž se vlastně opět dostala do Héřiných rukou.

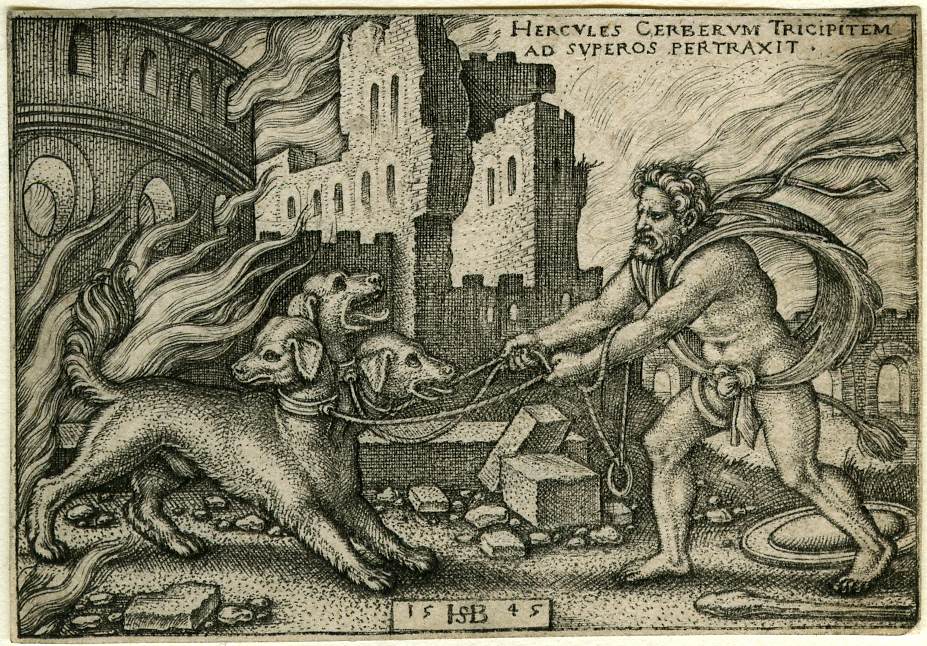
Héraklés podmaňující si bestii Kerbera

### 12. Přivést psa Kerbera, strážce podsvětí
Posledním úkolem bylo přivést strašného psa Kerbera z podsvětí. Jelikož Héraklés bez zaváhání přijal i tento úkol, získal si náklonnost a úctu bohů a hlavně jejich pomoc, zejména boha Herma a bohyně Athény. Nikdy předtím se nikdo živý z podsvětí nevrátil. Bůh Hermés Hérakla dovedl k tajnému vchodu do podsvětí v blízkosti propasti Tainaru a tam se ho ujala Athéna a rychle procházeli krajinou stínů. Převozník zemřelých Charón, vyděšený podmračeným obrovským návštěvníkem, ho rychle převezl přes řeku Styx (byl prý za tuto výjimku bohem podsvětí Hádem rok spoutaný v okovech). Na druhém břehu stíny mrtvých zmizely, jenom Gorgona, Medúza a Meleagros zůstali poblíž, ale neublížili. Na další cestě u brány Tartaru našel Héraklés své přátele Thésea a Peirithoa přilepené na krutých křeslech. Thésea odtrhl a osvobodil, druhý tam však musel zůstat navěky. Ještě se Héraklés dostal do sporu s pastýřem Hádových stád, až musela zakročit královna podsvětí Persefona. Potom už byl přijat samotným Hádem, a když požádal o vydání Kerbera, Hádés si vymínil, že to musí zvládnout bez kyje a šípů. A tak Héraklés uchopil Kerbera za hrdlo s třemi hlavami – ze šíje vyrůstaly hadí ocasy s ostny, s dračí hlavou na konci. Tiskl ho vší silou. Kerberos se dusil a v poslední chvíli prosil o milost, takže Héraklés ho pustil a vzal ho s sebou na zpáteční cestu. Byla dlouhá a namáhavá, když však dorazili až do Mykén, král Eurystheus s očima plnýma hrůzy padl na kolena a prosil Hérakla, ať obludu rychle odvede zpět.

### Trvání úkolů
Plnění prvních deseti úkolů krále Eurysthea trvalo Héraklovi osm let a jeden měsíc. Podle některých verzí mělo být úkolů původně jen deset, ale Eurystheus neuznal boj s Hydrou, kde pomáhal Ioláos, a Augiášův chlév, kde prý šlo o nájemní práci pro Augeia. Proto král přidal ještě další dvě práce. Tím se doba služby protáhla na dvanáct let, jak stanovila původní předpověď.

## Hledání nové manželky
Když Héraklovi skončila služba u Eurysthea splněním dvanáctého úkolu, byl volný na všechny způsoby. Přenechal totiž první manželku Megaru svému synovci a příteli Ioláovi, který ji utěšoval po dobu manželovy nepřítomnosti a zvykl si na ni tak, že bez ní nemohl být. Pak Héraklés opustil Théby a vrátil se do Tírynthu.

### Iola
Ale to už se opět ozvala bohyně Héra. Seslala na něho touhu po novém sňatku a on se začal rozhlížet po mladší manželce. Doslechl se, že oichalský král Eurytos hodlá provdat svou krásnou rusovlasou dceru Iolu, ale jen za toho, kdo ho porazí v lukostřelbě. Héraklés se bez meškání vydal na cestu, do Ioly se zamiloval na první pohled a Euryta porazil hned napoprvé. To krále rozlítilo a prohlásil, že svou dceru nedá služebníkovi zbabělého Eurysthea, a Hérakla vyhnal. Ten přísahal v budoucnosti odplatu. Nejprve se však vydal na další cestu pro novou manželku.

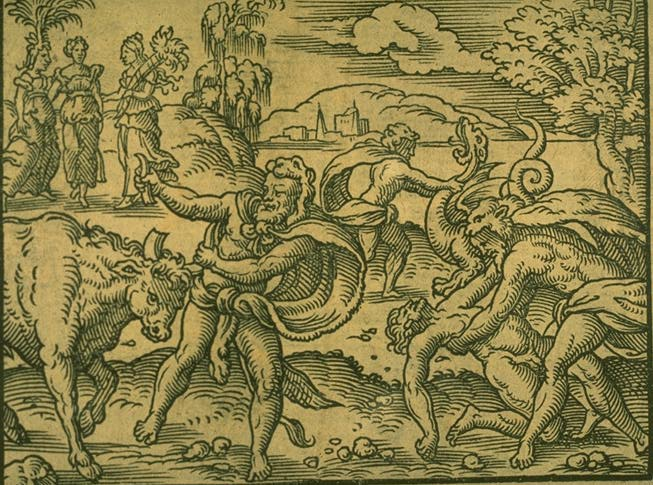
Hérakles zápolící s Achelóem

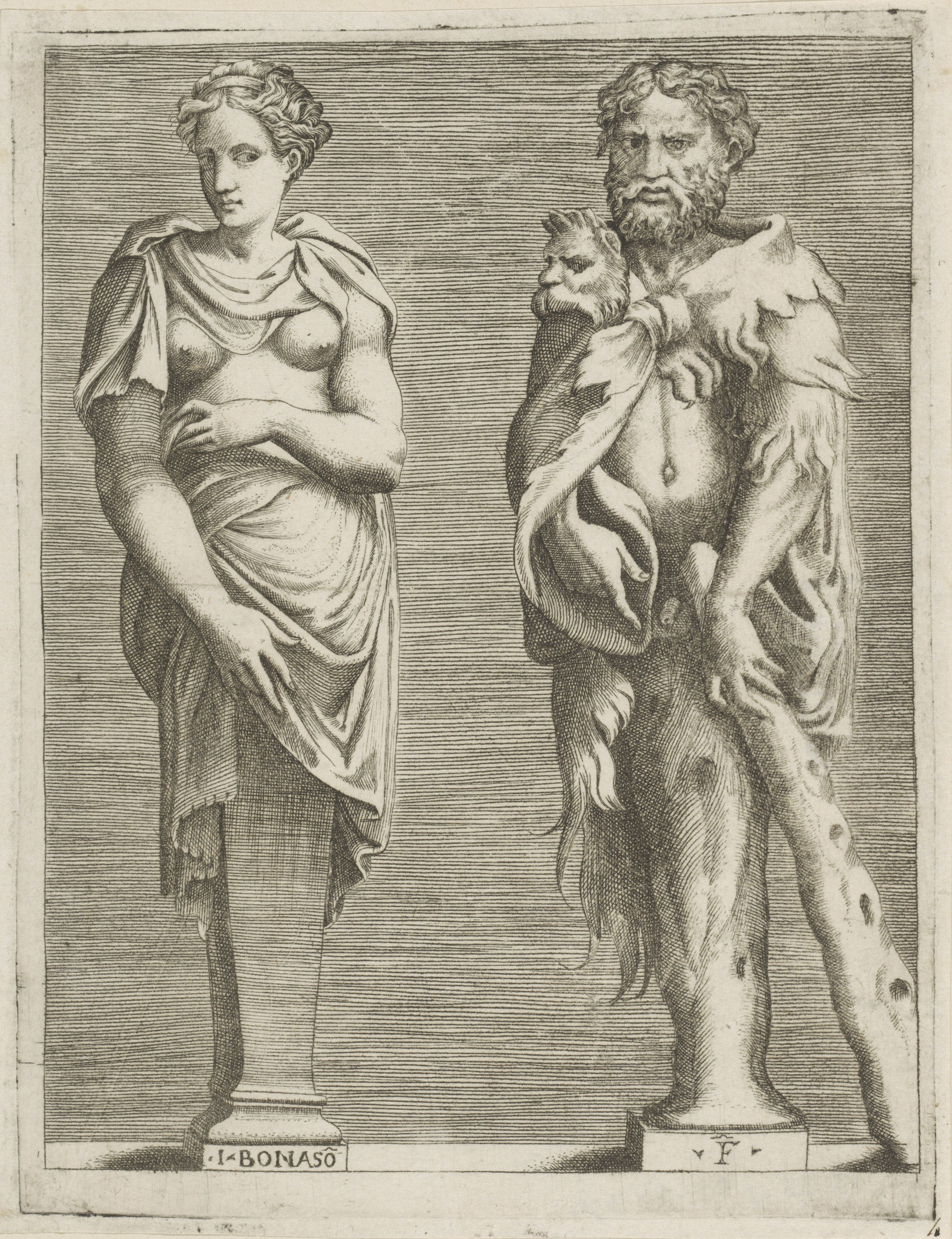
Hérakles se svou láskou Déianeirou

### Déianeira
Ženu si našel až v dalekém Kalydónu, byla to Déianeira, krásná dcera krále Oinea. Jejími bratry byli Meleagros a Týdeus. Svou manželku si však musel vybojovat v souboji s obrovským říčním bohem Achelóem. Ten se v souboji změnil v hada a Héraklés ho téměř zardousil. Proměnil se v býka a Héraklés mu v souboji ulomil roh, který pak bohyně Néreovny naplnily různými plody a jako „roh hojnosti“ ho daroval nejvyššímu bohu Diovi. Tak byl Achelóos i přes své „chameleonské“ schopnosti velkým hrdinou přemožen.

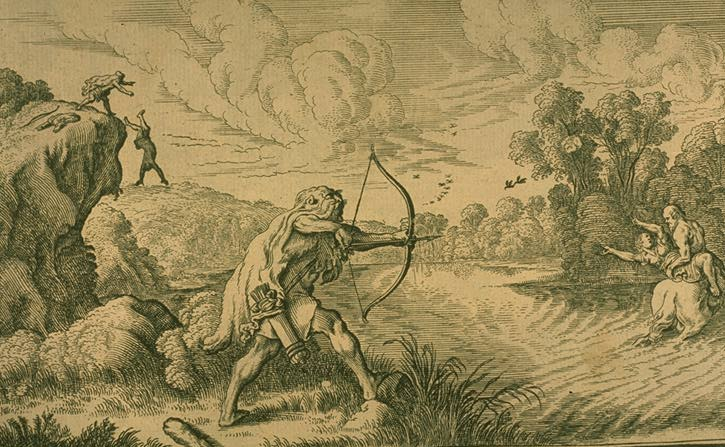
Hérakles usmrcující kentaura Néssa

#### Kentaur
A tu se opět přihlásila bohyně Héra se svými intrikami. Héraklés žil po svatbě v královském paláci, Héra mu ale vzala všechnu rozvahu a on zabil syna svého přítele. Chtěl mu dát jenom pohlavek pro bezvýznamný prohřešek, ale rána byla prudká a chlapec se už neprobral. Přítel mu odpustil, ale Héraklés opustil Kalydón a i s Déianeirou odešli do Tírynthu. Cestou je potkala další nemilá příhoda: Přišli k řece, kde nebyl most a pocestné přenášel Kentaur Néssos. Héraklés sám přeplaval, ale když Nessos přenášel Déianeiru, její krása ho uchvátila a on ji chtěl unést. Héraklés ho zasáhl smrtícím šípem. Kentaur v poslední chvíli našeptal Déianeiře, aby si nabrala jeho krev, a tou když potře Héraklův oděv, vrátí se jeho láska k ní, kdyby už ji nemiloval. Déianeira si krev nabrala.
Společně pak spokojeně žili na Tírynthu, vychovávali syna Hylla i další děti – dokud ovšem znovu nezasáhla Héra svými dalšími intrikami.

## Smrt Ífita
Nejstarší Eurytův syn Ífitos prohlásil, že Iola se měla stát Héraklovou manželkou. Právě v tu dobu byla ukradena královská stáda a král poslal Ífita za Héraklem, kterého nařkl z krádeže. Ífitos podezření nevěřil, chtěl dokázat Héraklovu nevinu a vypravil se za ním. Dostal se na jeho hrad Tíryns, byl přátelsky přijat, ale když se Héraklés dozvěděl o podezření, popadl ho šílený vztek a nevinného Ífita, který chtěl očistit jeho jméno, shodil z hradní věže a zabil ho. Pravým zlodějem však byl Autolykos, který změnil kouzly jejich vzhled.

### Další služba
Po tomto násilném činu chtěl získat očištění, ale když ještě zlostí poničil vybavení delfské věštírny, vyprovokovalo to k boji boha Apollóna, až musel Zeus mezi soky vrhnout blesk a přinutil je ke smíru. Nakonec se přece našla věštírna, kde mu sdělili, že musí opět sloužit, a to jako otrok lydské královny Omfalé celý rok (nebo tři), protože se provinil násilím proti zákonům pohostinnosti. Utržené peníze měl odevzdat králi Eurytovi za zabitého Ífita.

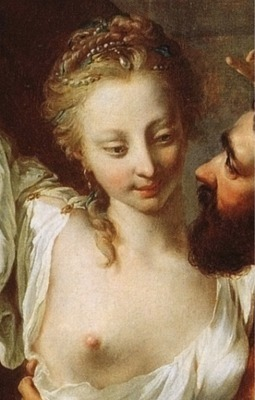
Omfalé s Héraklem

### Omfalé
Královna Omfalé prý byla ješitná a krutá žena, která Hérakla ponižovala, na druhou stranu mu však poskytovala i „dovolenou“, kterou potřeboval na své hrdinské i jiné činy. Jinde se povídá, že si ho koupila spíš jako milence než bojovníka, ostatně s ním měla tři syny: Lama, Agelaa a Laomedonta[zdroj?]. A nebyla jedinou tamní matkou Héraklových dětí.
Když Lydové začali zemi královny Omfaly pustošit, Héraklés jim vzal kořist a jejich město srovnal se zemí. Zastřelil obrovského hada, který ničil úrodu a hubil lidi. Omfalé mu za to vše byla vděčná a navíc zjistila jeho pravou totožnost: Dosud ho měla jen za anonymního otroka. Poté ho propustila na svobodu a on se s bohatými dary vrátil do Tírynthu. Tak skončila jeho tříletá očista.

## Dovolené a další osudy
Hérakles vykonal i další hrdinské činy, a to už i v průběhu doby úkolů:
- Na svých dovolených se Héraklés zúčastnil plavby s Argonauty do Kolchidy.
- Při jiné zajal dvojčata, malé Kerkópy, kteří ho připravovali o spánek. Když mu jako masařky bzučeli kolem uší, chytil je, ale protože byli tak malí a směšní, nechal je jít.
- Jindy napravoval příkoří: Třeba potrestal jistého Sylea, který nutil pocestné pracovat na své vinici. Všechnu révu mu vytrhal i s kořeny.

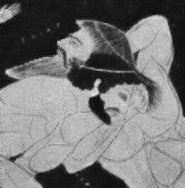
Hérakles porážející obra Antaia

### Porážka Antaia
Cestou k Hesperidkám se potkal s obrovským Antaiem, synem bohyně Země Gaie. Ten nutil cizince, aby s ním zápasili až do úplného vyčerpání, a potom je zabil. Jenže Héraklés už v průběhu boje poznal, že obr čerpá svou sílu z matky Země. Ve vhodné chvíli ho zvedl do výše, tam byl obr bezmocný, a Héraklés ho zardousil.

### Založení Théb
Cestou Egyptem založil Héraklés „město o stu branách“, které nazval Théby na počest svého rodného města. V zemi krále Búsirida panovalo už devět let velké sucho a hladomor, které je prý možné zahnat, bude-li každoročně obětován jeden cizinec. Poslední obětí se měl stát právě Héraklés, ale ten u obětního oltáře strhl pouta a zabil krále i jeho syna. Tím prý přestal být Egypt cizincům nebezpečný.

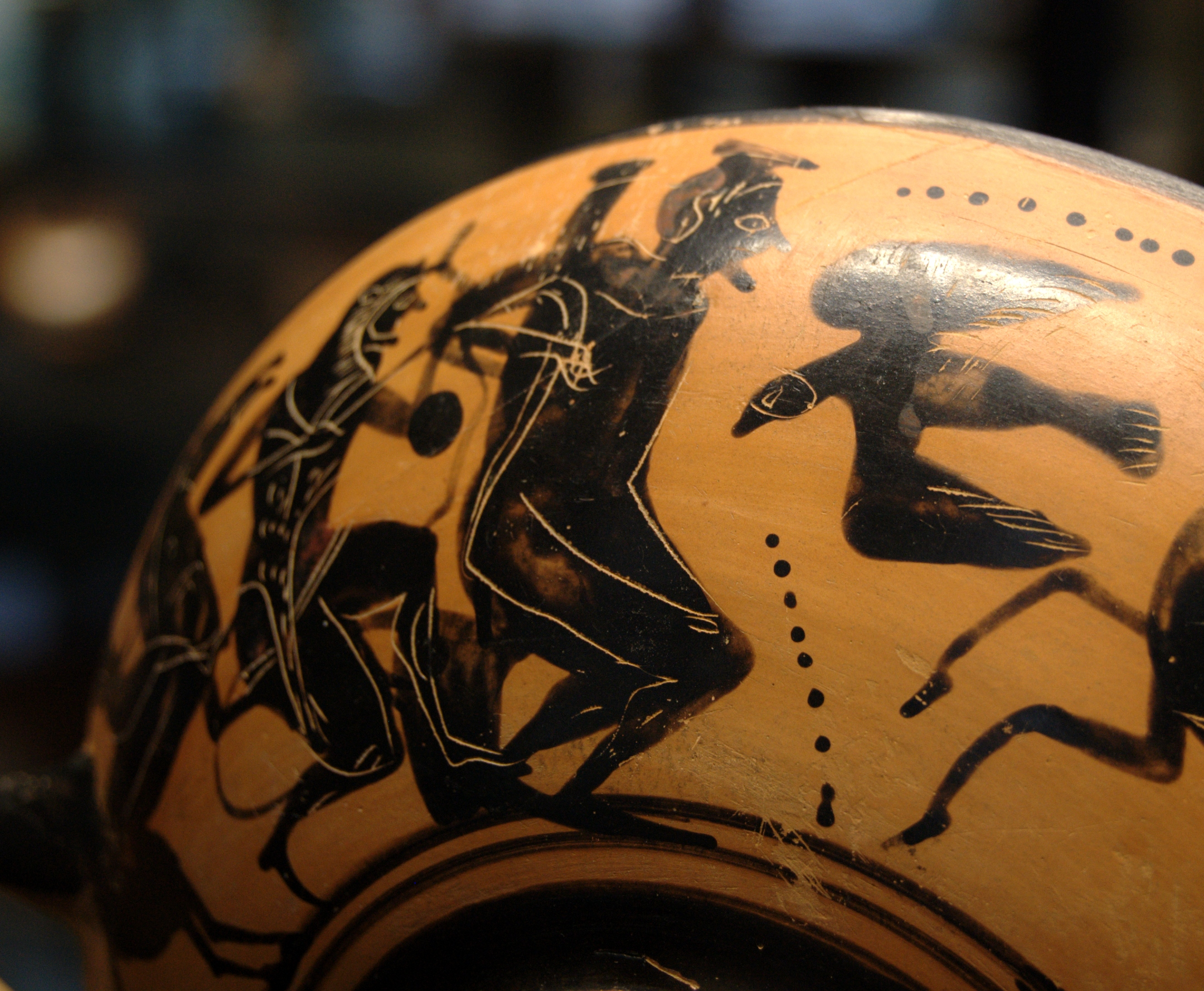
Hérakles zabíjející orla a osvobozující Prométhea

### Osvobození Prométhea
Dále cestoval přes Arábii a došel až ke Kavkazu, kde byl přikován Prométheus, kterému každý den trhal játra obrovský orel. Héraklés tohoto orla sestřelil a Prométhea osvobodil. A protože Zeus se rozčílil, bylo třeba, aby místo Prométhea šel do Tartaru dobrovolně někdo jiný, a tak Héraklés navrhl, aby svou nesmrtelnost dal Prométheovi Kentaur Cheirón, tak nešťastně nevyléčitelně zraněný Héraklovým šípem při lovu erymanthského kance. Navíc musel Prométheus navždy nosit kroužek s kouskem kamene z kavkazské skály na prstu, neboť Zeus přísahal, že bude ke skále navždy přikován. Dle legendy od té doby lidé nosili prsteny s kamínky.

### Boj s Giganty
Hrdinské činy dosáhly až na Olymp a odtud se mu dostalo největší cti pro smrtelného muže: sám nejvyšší bůh Zeus ho požádal o pomoc. Proti němu se vzbouřili Giganti, synové svrženého boha Úrana a bohyně Gaie, od níž dostali kouzelnou bylinu, která je chránila proti zbraním bohů. Nebyli však chráněni proti zbraním smrtelníků, proto Zeus poslal bohyni Athénu pro Hérakla. Přišel rád na výzvu svého otce a bez otálení se dal do boje. První zahynul nejsilnější Gigant Alkyoneus a po něm další a s pomocí bohů všichni do jednoho. Získal tím díky bohů i lidí.

## Odplaty

### Augiášovi
První za svou proradnost zaplatil král Augeiás, že nesplnil slib za vyčištění chlévů: Augeiás mu odmítl dát slíbenou odměnu – desetinu svých stád. Nyní se Héraklés vrátil se svým vojskem a Augeia zabil.

### Láomedónovi
Další nevyřízený účet měl v Tróji: Na jedné ze svých dovolených už dříve na trojském pobřeží našel ke skále přikovanou mladou dívku Hésioné, která měla být obětována mořské obludě. Ta požírala lidi a ničila jim úrodu. Héraklés šel nabídnout, že obludu zabije za dva nesmrtelné sněhobílé koně, které Zeus daroval králi Láomedónovi, otci dívky Hésioné. Héraklés obludu zabil tak, že jí v plné zbroji skočil do hrdla, zůstal tam tři dny a poté vítězně vyšel. Jenže král Láomedón mu dal jen koně obyčejné.
Tak Héraklés postavil v Tírynthu armádu a loďstvo, napadl Tróju, zpustošil ji a zabil krále i všechny jeho syny, až na Podarka: Toho vykoupila Hésioné jako otroka a dostal nové jméno Priamos. Héraklés jej poté usadil na trůn.

### Eurytovi
Poté se vypravil napravit poslední příkoří: Za dávnou urážku zabil krále Euryta, že mu neuznal vítězství v lukostřelecké soutěži. Když však spatřil mezi zajatci jeho rusovlasou dceru Iolu, znovu se do ní zamiloval. Když to zjistila jeho současná manželka Déianeira, ihned si vzpomněla na pomoc: Měla krev Kentaura Néssa, která jí měla vrátit lásku manžela. Pomazala krví Héraklův plášť a poslala mu ho po jejich synovi Hyllovi. Otrávená krev vnikla do Héraklova těla a působila hrozné bolesti. Když se od syna dozvěděl pravou příčinu, že je Déianeira nevinná, že nevědomky podlehla krutým intrikám, vrátil se k ní, ale našel ji už mrtvou: Probodla se mečem.

## Smrt
Pozvolna v bolestech umírající Héraklés vystoupil na horu Oeta, kde nechal postavit pohřební hranici a ulehl na ni, zahalen do své lví kožešiny, se svým kyjem pod hlavou. Nikdo však hranici nechtěl zapálit: Hérakles prosil i Hylla, aby ho zbavil života a zkrátil jeho utrpení, Hyllos se k tomu ale nedokázal odhodlat. Až šel kolem Héraklův přítel argonaut Poeas (nebo jeho syn Filoktétés), král Meliboy v Thesálii a slavný lučištník, a za tuto laskavost mu Hérakles věnoval svůj luk a otrávené šípy, které nikdy neminou cíl.
Otcovo další přání prý ale Hyllos splnil: Vzal si krásnou Iolu za manželku.

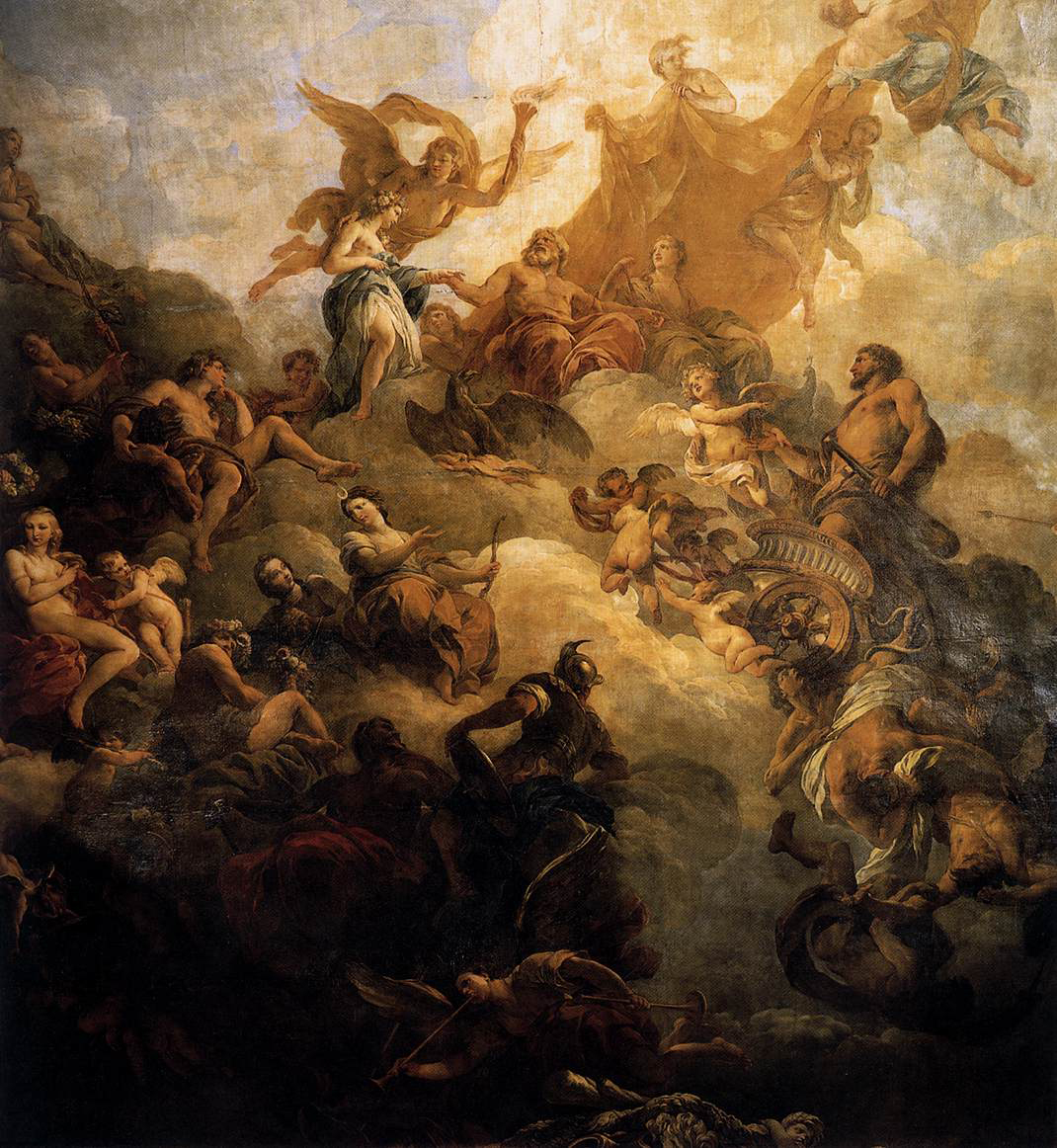
Hérakles vystupující na Olymp

### Na Olympu
Když hranice vzplanula, jasně se zatřpytily blesky Dia hromovládného, z výšin Olympu slétla bohyně Athéna s poslem bohů Hermem a ve zlatém voze odvezli velkého hrdinu na nebe. Vítali ho všichni, dokonce i Héra překonala svou věčnou nenávist, dala mu za manželku svou dceru Hébu. Zeus ho pozval ke stolu bohů, nabídl mu nektar a ambrózii, pokrmy bohů, a za jeho velké hrdinské činy a utrpení ho prohlásil nesmrtelným.
Héraklés je nesmrtelným hrdinou, dodnes žije v příslovích a bájích, dodnes se konají olympijské hry, které prý založil na památku svého vítězství nad králem Augeiem. Dodnes sídlí na nebi, hned vedle souhvězdí Hydry.
Zajímavost:
Herákles měřil přibližně 2 m do výšky a vážil okolo 150 kg.

## Genealogie
Rodinný strom:
|  |  |        |        |        |        |         |         |         |         |         |         |         |         |           |           |           |           |           |           |           |           |           |           |          |          |           |           |           |           | Zeus      | Zeus      | Zeus | Zeus | Zeus    | Zeus    |         |         | Danaé     | Danaé     | Danaé     | Danaé     | Danaé     | Danaé     |           |           |            |            |            |            |            |            |            |            |            |            |            |            |        |        |           |           |           |           |           |           |         |         |          |          |          |          |          |          |           |           |           |           |           |           |
|  |  |        |        |        |        |         |         |         |         |         |         |         |         |           |           |           |           |           |           |           |           |           |           |          |          |           |           |           |           | Zeus      | Zeus      | Zeus | Zeus | Zeus    | Zeus    |         |         | Danaé     | Danaé     | Danaé     | Danaé     | Danaé     | Danaé     |           |           |            |            |            |            |            |            |            |            |            |            |            |            |        |        |           |           |           |           |           |           |         |         |          |          |          |          |          |          |           |           |           |           |           |           |
|  |  |        |        |        |        |         |         |         |         |         |         |         |         |           |           |           |           |           |           |           |           |           |           |          |          |           |           |           |           |           |           |      |      |         |         |         |         |           |           |           |           |           |           |           |           |            |            |            |            |            |            |            |            |            |            |            |            |        |        |           |           |           |           |           |           |         |         |          |          |          |          |          |          |           |           |           |           |           |           |
|  |  |        |        |        |        |         |         |         |         |         |         |         |         |           |           |           |           |           |           |           |           |           |           |          |          |           |           |           |           |           |           |      |      |         |         |         |         |           |           |           |           |           |           |           |           |            |            |            |            |            |            |            |            |            |            |            |            |        |        |           |           |           |           |           |           |         |         |          |          |          |          |          |          |           |           |           |           |           |           |
|  |  |        |        |        |        |         |         |         |         |         |         |         |         |           |           |           |           |           |           |           |           |           |           |          |          |           |           |           |           |           |           |      |      | Perseus | Perseus | Perseus | Perseus | Perseus   | Perseus   |           |           | Andromeda | Andromeda | Andromeda | Andromeda | Andromeda  | Andromeda  |            |            |            |            |            |            |            |            |            |            |        |        |           |           |           |           |           |           |         |         |          |          |          |          |          |          |           |           |           |           |           |           |
|  |  |        |        |        |        |         |         |         |         |         |         |         |         |           |           |           |           |           |           |           |           |           |           |          |          |           |           |           |           |           |           |      |      | Perseus | Perseus | Perseus | Perseus | Perseus   | Perseus   |           |           | Andromeda | Andromeda | Andromeda | Andromeda | Andromeda  | Andromeda  |            |            |            |            |            |            |            |            |            |            |        |        |           |           |           |           |           |           |         |         |          |          |          |          |          |          |           |           |           |           |           |           |
|  |  |        |        |        |        |         |         |         |         |         |         |         |         |           |           |           |           |           |           |           |           |           |           |          |          |           |           |           |           |           |           |      |      |         |         |         |         |           |           |           |           |           |           |           |           |            |            |            |            |            |            |            |            |            |            |            |            |        |        |           |           |           |           |           |           |         |         |          |          |          |          |          |          |           |           |           |           |           |           |
|  |  |        |        |        |        |         |         |         |         |         |         |         |         |           |           |           |           |           |           |           |           |           |           |          |          |           |           |           |           |           |           |      |      |         |         |         |         |           |           |           |           |           |           |           |           |            |            |            |            |            |            |            |            |            |            |            |            |        |        |           |           |           |           |           |           |         |         |          |          |          |          |          |          |           |           |           |           |           |           |
|  |  | Persés | Persés | Persés | Persés | Persés  | Persés  |         |         | Alkaios | Alkaios | Alkaios | Alkaios | Alkaios   | Alkaios   |           |           | Hipponomé | Hipponomé | Hipponomé | Hipponomé | Hipponomé | Hipponomé |          |          | Élektryón | Élektryón | Élektryón | Élektryón | Élektryón | Élektryón |      |      | Anaxo   | Anaxo   | Anaxo   | Anaxo   | Anaxo     | Anaxo     |           |           | Sthenelos | Sthenelos | Sthenelos | Sthenelos | Sthenelos  | Sthenelos  |            |            | Menippe    | Menippe    | Menippe    | Menippe    | Menippe    | Menippe    |            |            | Méstor | Méstor | Méstor    | Méstor    | Méstor    | Méstor    |           |           | Heleios | Heleios | Heleios  | Heleios  | Heleios  | Heleios  |          |          | Gorgofona | Gorgofona | Gorgofona | Gorgofona | Gorgofona | Gorgofona |
|  |  | Persés | Persés | Persés | Persés | Persés  | Persés  |         |         | Alkaios | Alkaios | Alkaios | Alkaios | Alkaios   | Alkaios   |           |           | Hipponomé | Hipponomé | Hipponomé | Hipponomé | Hipponomé | Hipponomé |          |          | Élektryón | Élektryón | Élektryón | Élektryón | Élektryón | Élektryón |      |      | Anaxo   | Anaxo   | Anaxo   | Anaxo   | Anaxo     | Anaxo     |           |           | Sthenelos | Sthenelos | Sthenelos | Sthenelos | Sthenelos  | Sthenelos  |            |            | Menippe    | Menippe    | Menippe    | Menippe    | Menippe    | Menippe    |            |            | Méstor | Méstor | Méstor    | Méstor    | Méstor    | Méstor    |           |           | Heleios | Heleios | Heleios  | Heleios  | Heleios  | Heleios  |          |          | Gorgofona | Gorgofona | Gorgofona | Gorgofona | Gorgofona | Gorgofona |
|  |  |        |        |        |        |         |         |         |         |         |         |         |         |           |           |           |           |           |           |           |           |           |           |          |          |           |           |           |           |           |           |      |      |         |         |         |         |           |           |           |           |           |           |           |           |            |            |            |            |            |            |            |            |            |            |            |            |        |        |           |           |           |           |           |           |         |         |          |          |          |          |          |          |           |           |           |           |           |           |
|  |  |        |        |        |        |         |         |         |         |         |         |         |         |           |           |           |           |           |           |           |           |           |           |          |          |           |           |           |           |           |           |      |      |         |         |         |         |           |           |           |           |           |           |           |           |            |            |            |            |            |            |            |            |            |            |            |            |        |        |           |           |           |           |           |           |         |         |          |          |          |          |          |          |           |           |           |           |           |           |
|  |  |        |        |        |        | Anaxó   | Anaxó   | Anaxó   | Anaxó   | Anaxó   | Anaxó   |         |         | Amfitryón | Amfitryón | Amfitryón | Amfitryón | Amfitryón | Amfitryón |           |           | Alkména   | Alkména   | Alkména  | Alkména  | Alkména   | Alkména   |           |           | Zeus      | Zeus      | Zeus | Zeus | Zeus    | Zeus    |         |         | Licymnius | Licymnius | Licymnius | Licymnius | Licymnius | Licymnius |           |           | Eurystheus | Eurystheus | Eurystheus | Eurystheus | Eurystheus | Eurystheus |            |            |            |            |            |            |        |        |           |           |           |           |           |           |         |         |          |          |          |          |          |          |           |           |           |           |           |           |
|  |  |        |        |        |        | Anaxó   | Anaxó   | Anaxó   | Anaxó   | Anaxó   | Anaxó   |         |         | Amfitryón | Amfitryón | Amfitryón | Amfitryón | Amfitryón | Amfitryón |           |           | Alkména   | Alkména   | Alkména  | Alkména  | Alkména   | Alkména   |           |           | Zeus      | Zeus      | Zeus | Zeus | Zeus    | Zeus    |         |         | Licymnius | Licymnius | Licymnius | Licymnius | Licymnius | Licymnius |           |           | Eurystheus | Eurystheus | Eurystheus | Eurystheus | Eurystheus | Eurystheus |            |            |            |            |            |            |        |        |           |           |           |           |           |           |         |         |          |          |          |          |          |          |           |           |           |           |           |           |
|  |  |        |        |        |        |         |         |         |         |         |         |         |         |           |           |           |           |           |           |           |           |           |           |          |          |           |           |           |           |           |           |      |      |         |         |         |         |           |           |           |           |           |           |           |           |            |            |            |            |            |            |            |            |            |            |            |            |        |        |           |           |           |           |           |           |         |         |          |          |          |          |          |          |           |           |           |           |           |           |
|  |  |        |        |        |        |         |         |         |         |         |         |         |         |           |           |           |           |           |           |           |           |           |           |          |          |           |           |           |           |           |           |      |      |         |         |         |         |           |           |           |           |           |           |           |           |            |            |            |            |            |            |            |            |            |            |            |            |        |        |           |           |           |           |           |           |         |         |          |          |          |          |          |          |           |           |           |           |           |           |
|  |  |        |        |        |        | Ífiklés | Ífiklés | Ífiklés | Ífiklés | Ífiklés | Ífiklés |         |         |           |           | Megara    | Megara    | Megara    | Megara    | Megara    | Megara    |           |           |          |          | Héraklés  | Héraklés  | Héraklés  | Héraklés  | Héraklés  | Héraklés  |      |      |         |         |         |         |           |           |           |           |           |           |           |           | Déianeira  | Déianeira  | Déianeira  | Déianeira  | Déianeira  | Déianeira  |            |            |            |            |            |            |        |        |           |           |           |           | †: Hébé   | †: Hébé   | †: Hébé | †: Hébé | †: Hébé  | †: Hébé  |          |          |          |          |           |           |           |           |           |           |
|  |  |        |        |        |        | Ífiklés | Ífiklés | Ífiklés | Ífiklés | Ífiklés | Ífiklés |         |         |           |           | Megara    | Megara    | Megara    | Megara    | Megara    | Megara    |           |           |          |          | Héraklés  | Héraklés  | Héraklés  | Héraklés  | Héraklés  | Héraklés  |      |      |         |         |         |         |           |           |           |           |           |           |           |           | Déianeira  | Déianeira  | Déianeira  | Déianeira  | Déianeira  | Déianeira  |            |            |            |            |            |            |        |        |           |           |           |           | †: Hébé   | †: Hébé   | †: Hébé | †: Hébé | †: Hébé  | †: Hébé  |          |          |          |          |           |           |           |           |           |           |
|  |  |        |        |        |        |         |         |         |         |         |         |         |         |           |           |           |           |           |           |           |           |           |           |          |          |           |           |           |           |           |           |      |      |         |         |         |         |           |           |           |           |           |           |           |           |            |            |            |            |            |            |            |            |            |            |            |            |        |        |           |           |           |           |           |           |         |         |          |          |          |          |          |          |           |           |           |           |           |           |
|  |  |        |        |        |        |         |         |         |         |         |         |         |         |           |           |           |           |           |           |           |           |           |           |          |          |           |           |           |           |           |           |      |      |         |         |         |         |           |           |           |           |           |           |           |           |            |            |            |            |            |            |            |            |            |            |            |            |        |        |           |           |           |           |           |           |         |         |          |          |          |          |          |          |           |           |           |           |           |           |
|  |  |        |        |        |        | Ioláos  | Ioláos  | Ioláos  | Ioláos  | Ioláos  | Ioláos  |         |         |           |           |           |           |           |           | tři děti  | tři děti  | tři děti  | tři děti  | tři děti | tři děti |           |           | Iola      | Iola      | Iola      | Iola      | Iola | Iola |         |         | Hyllos  | Hyllos  | Hyllos    | Hyllos    | Hyllos    | Hyllos    |           |           | Makaria   | Makaria   | Makaria    | Makaria    | Makaria    | Makaria    |            |            | a další... | a další... | a další... | a další... | a další... | a další... |        |        | Alexiares | Alexiares | Alexiares | Alexiares | Alexiares | Alexiares |         |         | Anikétos | Anikétos | Anikétos | Anikétos | Anikétos | Anikétos |           |           |           |           |           |           |
|  |  |        |        |        |        | Ioláos  | Ioláos  | Ioláos  | Ioláos  | Ioláos  | Ioláos  |         |         |           |           |           |           |           |           | tři děti  | tři děti  | tři děti  | tři děti  | tři děti | tři děti |           |           | Iola      | Iola      | Iola      | Iola      | Iola | Iola |         |         | Hyllos  | Hyllos  | Hyllos    | Hyllos    | Hyllos    | Hyllos    |           |           | Makaria   | Makaria   | Makaria    | Makaria    | Makaria    | Makaria    |            |            | a další... | a další... | a další... | a další... | a další... | a další... |        |        | Alexiares | Alexiares | Alexiares | Alexiares | Alexiares | Alexiares |         |         | Anikétos | Anikétos | Anikétos | Anikétos | Anikétos | Anikétos |           |           |           |           |           |           |

## Reálie
Přibližně v místě jeho skonu byla založena obec Heraclea v Trachis.

## Odraz v umění
Výčet uměleckých děl na toto téma je téměř k nedopočítání.
- reliéfy na metopách Héraklés a Kerkópové, Boj Hérakla s Hydrou, Héraklovy práce – jsou k vidění na athénské akropoli a na Diově chrámu v Olympii
- vázových maleb jsou tisíce, nejproslulejší jsou Héraklés v boji s Géryonem, Héraklés v zápase s nemejským lvem
- sochy a sousoší Héraklés, Héraklés Vatikánský, Héraklés zápasící se lvem, Héraklés a Kákos, Héraklés a Lykos, Odpočívající Héraklés a Héraklés v zápase s Hydrou
- známé obrazy Odpočívající Héraklés a Héraklés v zápase s Hydrou, Opilý Héraklés, Héraklés a Atlás, Héraklés přináší jablka ze zahrad Hesperoven, Héraklés a Antaios
- Obr z Cerne Abbas
- básnická a dramatická zpracování: Héraklés (Eurípidés), Herkules a Augiášův chlév (Dürrenmatt)

- Hercules – opera Georga Friedricha Händela

- a další.